# NGC 6972
NGC 6972 ist eine linsenförmige Galaxie vom Hubble-Typ S0/a im Sternbild Delphin am Nordsternhimmel. Sie ist schätzungsweise 210 Millionen Lichtjahre von der Milchstraße entfernt und hat einen Durchmesser von etwa 65.000 Lichtjahren.
Das Objekt wurde am 15. August 1863 von Albert Marth entdeckt.